# Teresa Monasterska

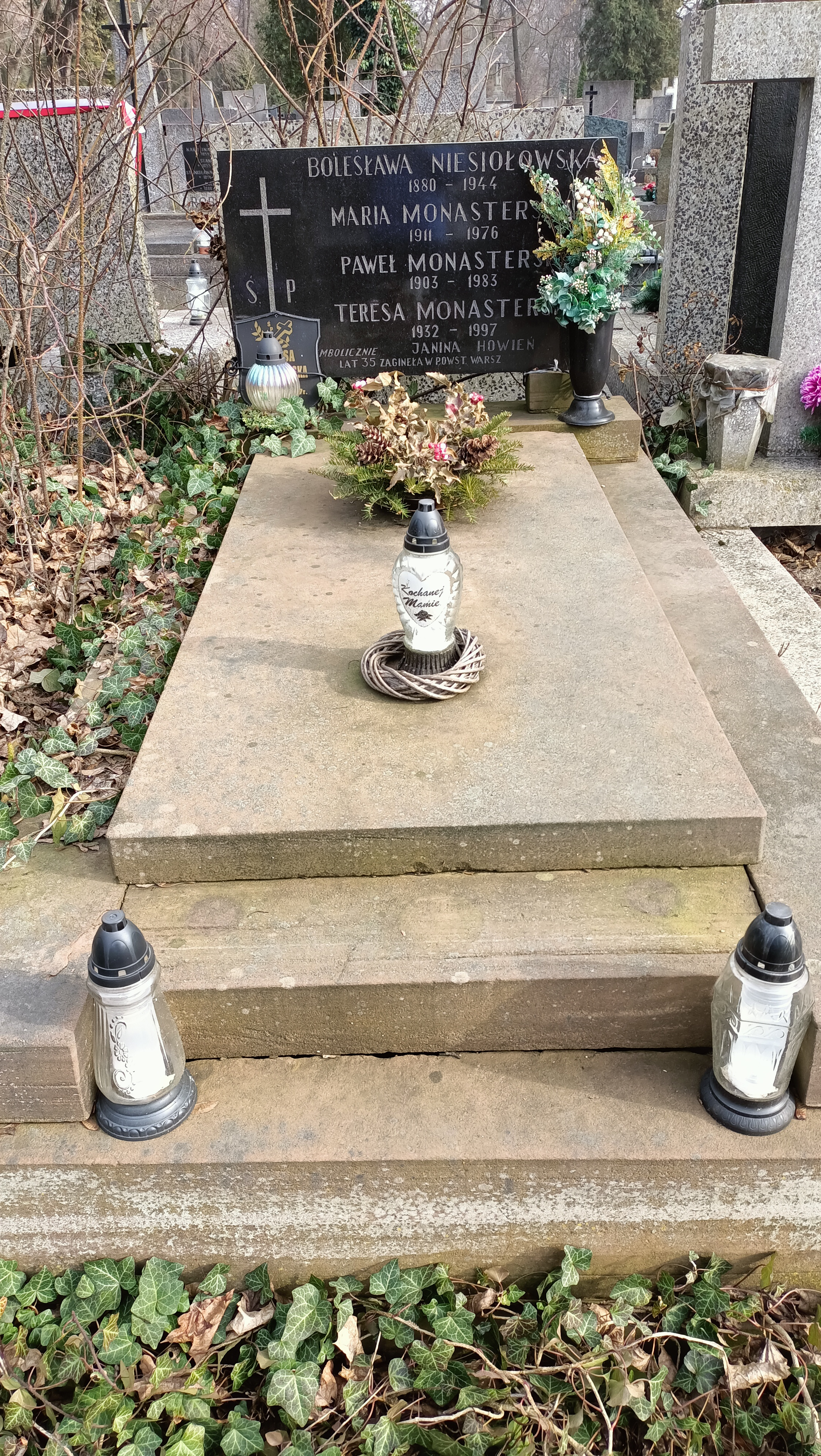
Grób Teresy Monasterskiej na cmentarzu Bródnowskim w Warszawie

Teresa Monasterska (ur. 9 marca 1932 w Warszawie, zm. 26 listopada 1997 tamże) – polska historyk. 

## Życiorys
Po maturze uzyskanej w maju 1950 w LO im. K. Hoffmanowej w Warszawie rozpoczęła studia historyczne na Uniwersytecie Warszawskim. Od października 1953 do czerwca 1956 była asystentką w Katedrze Podstaw Marksizmu-Leninizmu Uniwersytetu Warszawskiego. Magisterium uzyskała w 1958. Doktorat obroniła na UW 9 grudnia 1967 (Narodowy Związek Robotniczy w latach 1914–1919) pod kierunkiem Żanny Kormanowej. Członek redakcji kwartalnika „Z Pola Walki” (1958–1963). Autorka haseł w Polskim Słowniku Biograficznym i Słowniku biograficznym działaczy polskiego ruchu robotniczego. 
Od lat siedemdziesiątych pracowała w filii Uniwersytetu Warszawskiego w Białymstoku, gdzie uzyskała stanowisko docenta. W latach 1975–1978 była dziekanem Wydziału Humanistycznego tejże uczelni, a w latach 1980–1988 kierowała Zakładem Historii Najnowszej (XIX i XX wieku).
Pochowana na cmentarzu Bródnowskim.

### Działalność polityczna
Podczas okupacji hitlerowskiej działała w konspiracyjnej drużynie harcerskiej. Po wojnie od kwietnia 1946 należała do Organizacji Młodzieży Towarzystwa Uniwersytetu Robotniczego, po zjednoczeniu ruchu młodzieżowego była członkiem Związku Młodzieży Polskiej. W organizacji pełniła m.in. funkcje: przewodniczącej Zarządu Szkolnego. Od kwietnia 1949 była wiceprzewodniczącą Zarządu Dzielnicowego ZMP Warszawa-Śródmieście. Po ukończeniu szkoły średniej w okresie maj-październik 1950 była kierownikiem Wydziału Propagandy i Agitacji i p.o. Przewodniczącej ZD ZMP Warszawa-Śródmieście. W czasie studiów zaangażowana w działalność w Komitecie Uczelnianym Zrzeszenia Studentów Polskich, pełniła m.in. funkcję kierownika Wydziału Warunków Socjalnych (1950–1951). Członek PZPR od 2 marca 1955.

## Wybrane publikacje
- Wielki Proletariat 1882–1886: w 90-tą rocznicę powstania: [katalog wystawy], Warszawa: Wydawnictwo Artystyczno-Graficzne 1972.
- Narodowy Związek Robotniczy 1905–1920, Warszawa: Państwowe Wydawnictwo Naukowe 1973.
- Ruch zawodowy transportowców i drogowców w Polsce: 1906–1939, Warszawa: Instytut Wydawniczy CRZZ 1977.